# 피시놀라역
피시놀라 (Piscinola) 역은 이탈리아 나폴리 지하철 1호선의 시종착역이다. 피시놀라 구와 스캄피아 구가 역세권에 들어간다.

## 상세
1995년 콜리 아미네이-피시놀라 구간 연장으로 문을 열었다. 총 두 층으로 되어 있는데 윗층은 1호선 승강장이고 아랫층은 나폴리-아베르사 선의 피시놀라 스캄피아 역으로 쓰이는 승강장이다. 나폴리-아베르사 선의 경우 1976년에 폐쇄되었던 알리파나 선을 2005년부터 2009년까지 복구한 것이다.
지금은 시종착역 역할을 하지만 차후에는 1호선이 카포디키노 공항, 첸트로 디레치오날레 지구까지 연장 계획이 있기 때문에 그때가 된다면 키아이아노 역과 미아노 역 사이의 중간역으로 남게 될 전망이다. 또 정식 역명을 기존의 '피시놀라-세콘딜리아노' (Piscinola-Secondigliano)에서 '피시놀라-스캄피아' (Piscinola-Scampia)로 바꾼다는 계획이 있다.
2013년에는 역내에 예술작품을 설치해달라는 시민들의 건의에 따라 나폴리 출신의 작가 펠리체 피냐타로의 작품이 역내에 들어서게 되었다.

## 시설
이 역에는 다음과 같은 시설이 있다.
- 매표소
- 화장실

## 환승
- 버스 정류장
- 나폴리-아베르사 선 환승